# Диспут святого таїнства

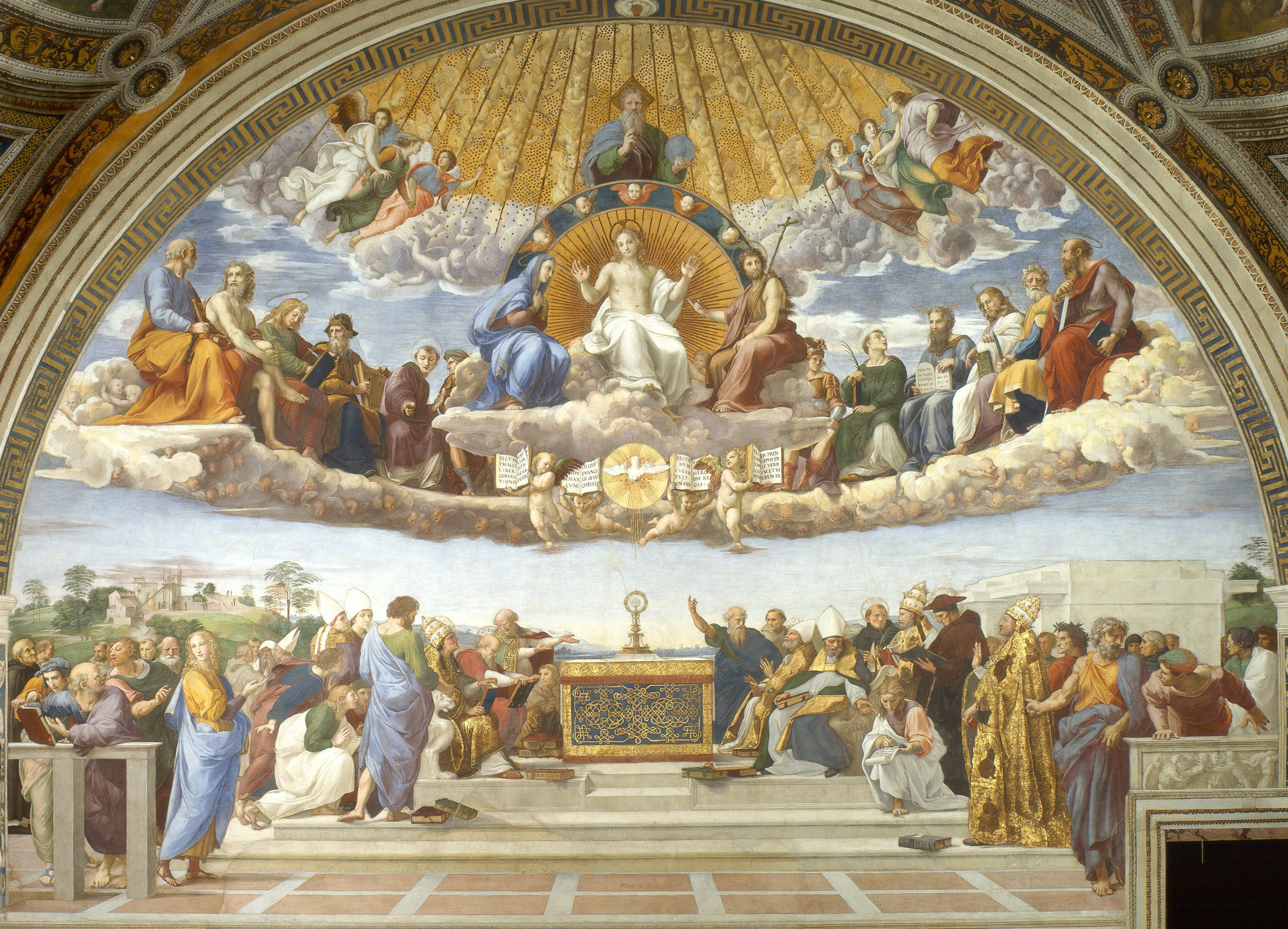
Суперечка в Сакраменто (Рафаель Санті)

Диспут святого таїнства (італ. La disputa del sacramento), інколи суперечка — картина італійського художника епохи Відродження Рафаеля написана між 1509 та 1510 роками як перша частина замовлення на розпис фресками приміщення, яке зараз відоме як Станце ді Рафаелло, в Апостольському палаці у Ватикані. На той час ця кімната була відома як Станца делла Сегнатура, і була приватною папською бібліотекою, де засідав вищий папський трибунал.

## Опис
На картині Рафаель створив сцену, що охоплює як небо, так і землю. Вгорі Христос оточений ореолом, праворуч і ліворуч від нього — Пресвята Діва Марія та Іоанн Хреститель (композиція, відома як Деісус). Інші різні біблійні фігури, такі як Петро (крайній зліва, тримає ключі), Адам (крайній зліва, оголені груди), Іоанн Богослов (ліворуч, пише), цар Давид (ліворуч, тримає ліру), святий Лаврентій (ліворуч, у пурпурі), Юда Макавей (праворуч, у золотих обладунках), Стефан (праворуч, у зеленому), Мойсей (праворуч, зі світловими рогами й з Десятьма Заповідями), Яків Старший (праворуч, у білому), Авраам (праворуч, з ножем) і Павло (крайній праворуч, з книгою і мечем) — по боках. Над усіма ними в золотому світлі небес сидить Бог-Отець в оточенні ангелів, правою рукою благословляє, а лівою тримає Землю. Під ногами Христа — Святий Дух у типовому образі голуба, по боках якого — книги чотирьох Євангелій, які тримають розкритими путті.
Внизу, на жертовнику, сидить монстранція. На облямівці вівтаря написано: "Юлій II Понт. Макс". Вівтар оточений історичними богословами, які дебатують про Трансубстанціацію (присутність Христа в Євхаристії). Серед них — перші чотири учителя Церкви (ідентифіковані за іменами, вписаними в їх німби), з Папою Григорієм I та Ієронімом, які сидять ліворуч від вівтаря, Августином та Амвросієм праворуч, разом з Папою Юлієм II, Папою Сікстом IV, Савонаролою і Данте Аліг'єрі. Папа Сікст IV - одягнений у золото Папа в нижній частині картини. Безпосередньо за Сикстом стоїть Данте, одягнений у червоне і з лавровим вінком (що символізує його велич як поета). П'ятим праворуч стоїть святий Фома Аквінський. Лиса фігура, що читає книгу в лівому кутку, — наставник Рафаеля і архітектор епохи Відродження Браманте, а бородата фігура праворуч в оранжево-синіх шатах — Аристотель. Чернець крайній зліва — Фра Анджеліко. На задньому плані зліва будується церква, представник католицької церкви.